# Сестиере (район)

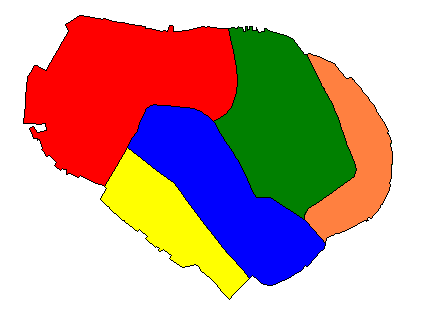
Сестиере Бурано:
Джудека
Сан Мауро
Сан Мартино Синистра
Сан Мартино Дестра
Терранова
острів Маццорбо

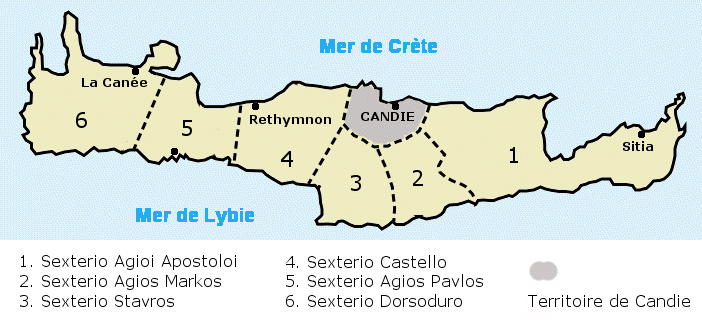
Шесть венецианских сестиере (sexteria) на острове Крит в XIII веке.

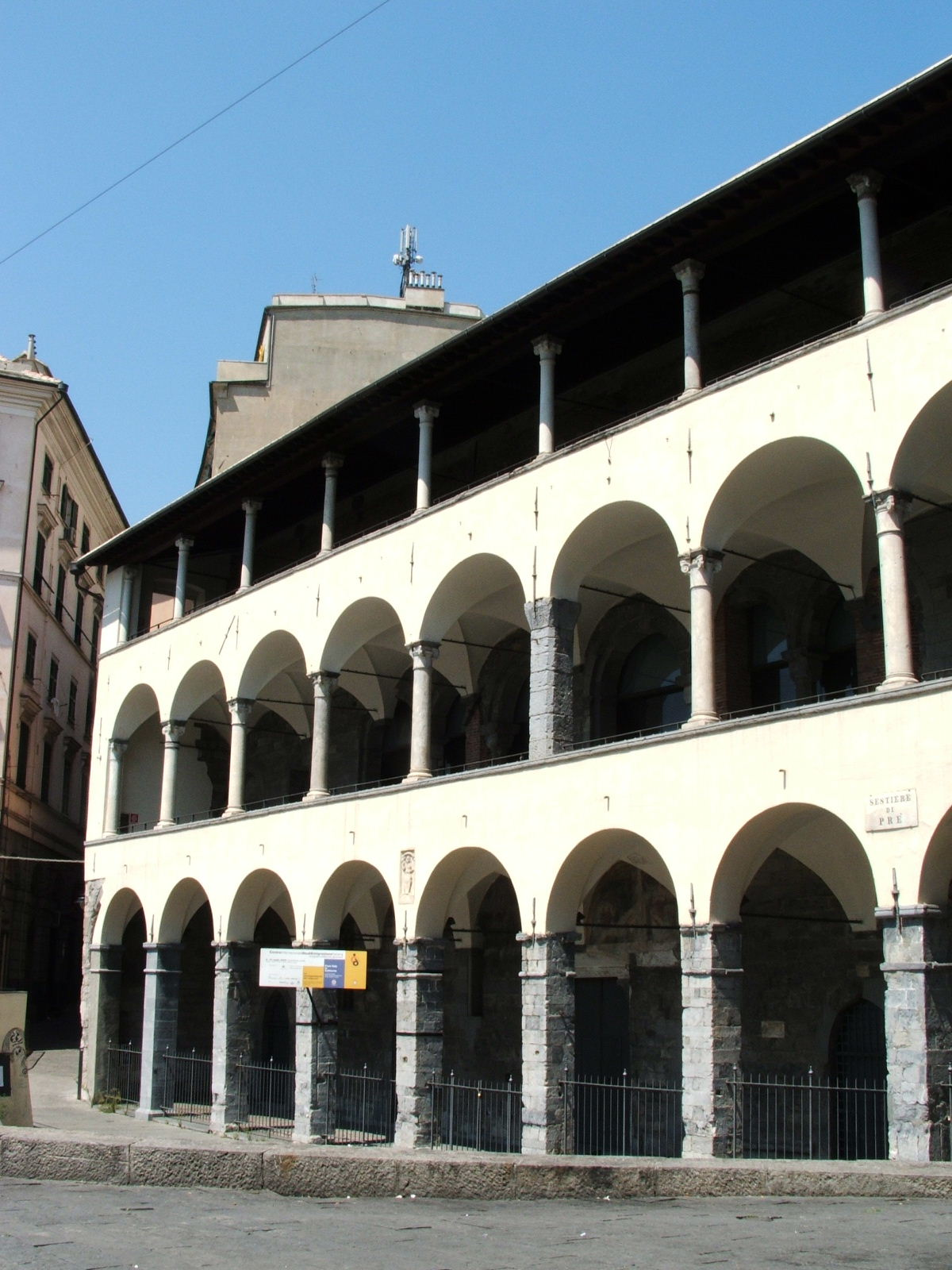
Комтурство Сан-Джованни

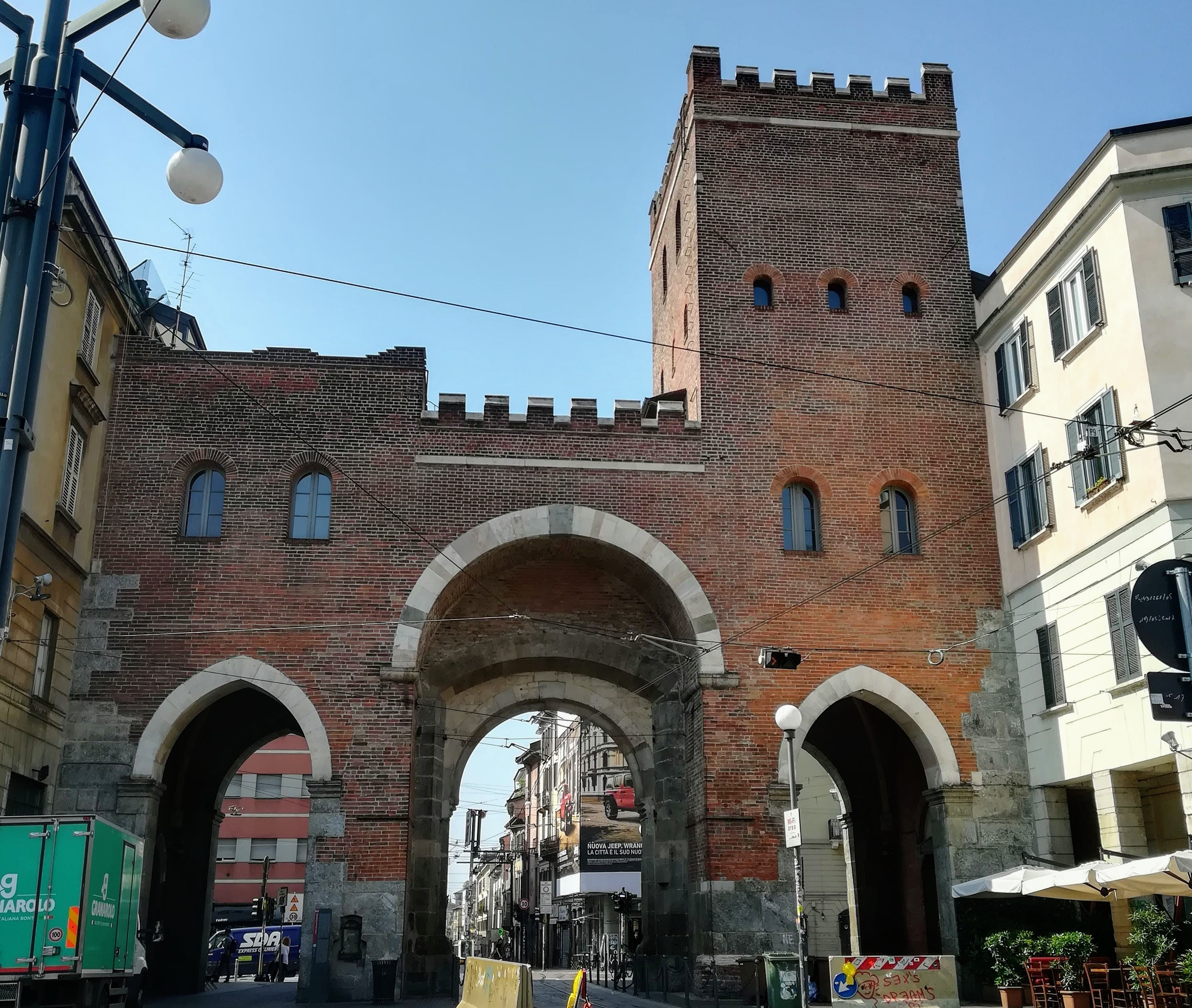
Сестиерере Порта Тичинезе. Милан.

Сестиере (вен. sestièr, итал. sestiere) — район в некоторых итальянских городах. 
Районирование городов происходит от древнеримской традиции разделения римского лагеря (каструм) на четыре части.
Слово сестиере происходит от итал. sesto (шесть) и используется только для города, поделённого на шесть районов. Самым известным примером является сестиере Венеции.
Некоторые итальянские города, как например, Асколи-Пичено, Генуя, Милан и Рапалло также делятся на сестиери. Правда, название таких районов варьируется. Так, муниципалитет Леонесса разделён на сести (sesti).
Другие итальянские города с меньшим количеством районов разделены на  квартиери  (quartieri — четыре, пор. слово квартал) или терциери (terzieri — три). Некоторые города, независимо от количества районов, делятся на риони (от лат. regioregio — регион). Сестиери, квартиери, терциери, риони и их аналоги, как правило, уже не административные районы городов, а скорее исторические и традиционные общины, которые чаще напоминают о себе в ежегодных городских соревнованиях (палио).

## Сестиери Венеции
Венеция имеет свою давнюю традицию разделения города с использованием очень запутанной системы нумерации домов для каждого района. Некоторые номера достигают четырехзначных чисел.
Традиционные названия районов Венеции:
- Каннареджо (вен. Canarégio) происходит от вен. canneti (очерет), поскольку этот район был заболоченным и покрытым тростником.
- Кастелло (вен. Casteło) получил свое название от ныне несуществующей крепости (вен. casteło), вокруг которой разрослось поселение.
- Дорсодуро (вен. Dorsoduro), название, вероятно, происходит от вен. dorso duro (твердий хребет), поскольку в этом районе грунт был более стабильным, чем в других заболоченных.
- Сан-Марко (вен. San Marco) назван в честь базилики Святого Марка.
- Сан-Поло (вен. San Poło) — район в центре Венеции. Назван в честь церкви Святого Павла.
- Санта-Кроче (вен. Santa Cróxe) — самый маленький из районов. Назван в честь церкви Святого Креста, разрушенной Наполеоном.

Впоследствии к исторически сложившихся районов включили другие территории. Остров Джудекка — часть Дорсодуро, остров Сан-Джорджо Маджоре — Сан-Марко, Сан-Микеле с городским цвинтаром — Кастелло. А острова Бурано и Пеллестрина делятся соответственно на пять и четыре района.
Широко известная символика ферро, особого железного гребня, который устанавливается на носу гондолы. Шесть зубчиков символизируют шесть районов города, ещё один, который выступает в противоположную сторону от остальных — остров Джудекку, Его S-форма напоминает Большой канал (Гранд-канал) или шляпу Дожей, просвет над верхним зубчиком — Мост Риальто.

## Административно-территориальное деление Венецианской республики
Разделение Венеции сложилось во времена существования Венецианской республики. С давних времён этот раздел был также отражён в составе судов, в которые входили шесть советников дожа, избранных в Малом Совете, по одному от каждого района.
Надзор за районом осуществлял каписестиере (capisestiere), чиновник, ответственный за оперативное сообщение правительству о настроениях и поведении обитателей.
Районирование на сестиере распространялось на земли, находившиеся под контролем Венецианской республики, на территорию Догадо (Венецианская морская империя) и на остров Крит.

## Сестиери Генуи
Исторический центр Генуи был разделен на шесть районов.
Их названия до сих пор остались в разделении столицы Лигурии на административные муниципалитеты:
- При (Prè)
- Портория (Portoria)
- Моло (Molo)
- Маддалена (Maddalena)
- Сан Винченцо (San Vincenzo)
- Сан Теодоро (San Teodoro)

## Сестиери Милана
Исторический центр Милана был некогда разделен на шесть округов. Сестиере города были обнесены стеной, вход в которые вел через ворота (итал. porta).
Это отразилось на названии районов, которые сохранились в Милане сегодня:
- Сестиере Порта Романа (Sestiere di Porta Romana)
- Сестиере Порта Комазина (Sestiere di Porta Comasina)
- Сестиере Порта Верчеллина (Sestiere di Porta Vercellina)
- Сестиере Порта Нуова (Sestiere di Porta Nuova)
- Сестиере Порта Орьентале (Sestiere di Porta Orientale)
- Сестиере Порта Тичинезе (Sestiere di Porta Ticinese)